# 皮薩里夫卡 (米爾哥羅德區)
50°9′28″N 33°32′17″E / 50.15778°N 33.53806°E
皮薩里夫卡（烏克蘭語：Писарівка），是烏克蘭的村落，位於該國中部波爾塔瓦州，由米爾哥羅德區負責管轄，海拔高度147米，2001年人口198，99%居民使用烏克蘭語。